# María Ruiz Román
María Ruiz Román (n. Madrid, 13 de junio de 1983), más conocida como Mery Ruiz, es una futbolista española que jugaba como delantera en el Club Deportivo TACON de la Primera División de España, club del que era su capitana. Fue además delegada de la Asociación de Futbolistas Españoles (AFE), como una de las encargadas de velar por el correcto desarrollo de las competiciones así como los derechos de las futbolistas españolas.

## Trayectoria
Se inició en 2001 en el Club Deportivo Lourdes de Madrid de donde pasó al Club de Fútbol Femenino Estudiantes de Huelva. Allí permaneció hasta que puso rumbo a Estados Unidos para compaginar el fútbol con los estudios universitarios. Se enroló en los Park University Pirates de Parkville (Misuri) y finalizó su trayectoria con un total de 109 goles, como segunda máxima goleadora histórica de la universidad y duodécima de la National Association of Intercollegiate Athletics, que le valieron entre otros méritos para ser años después incluida en su muro de la fama.

“María is one of those generational players you only get once every 20 years.”

“María es una de esas jugadoras generacionales que solo se obtienen una vez cada 20 años.”
Ken Hefner. Entrenador del Park University Pirates. Marzo de 2018

Durante su período universitario y debido a la permisividad de fechas, se unió brevemente al Sporting Club de Huelva en 2006, donde fue partícipe del campeonato de grupo de la Segunda División y el ascenso a la máxima categoría del fútbol femenino. Pese a ello no pudo debutar en la máxima categoría ya que debía finalizar sus estudios. De vuelta en Estados Unidos concluyó su etapa de formación y firmó su primer contrato profesional con el Football Club Indiana de la Segunda División de Estados Unidos, la Women's Premier Soccer League (WPSL).
En su temporada inaugural en la liga estadounidense se proclamó campeona de la conferencia del medio-oeste y campeona de liga al vencer su equipo al New England Mutiny. Mery fue designada dentro del equipo ideal de la final-four, y entre todas ellas como la jugadora más destacada (MVP). Tras una reforma en el sistema de ligas en el país, finalizaron como subcampeonas de la United States Interregional Women's League (USL W-League) al caer derrotadas por 2-1 en la final frente al Pali Blues. Sin embargo consiguieron el campeonato de copa de la USASA, la US OPEN Cup, al derrotar al Ajax America por 1-0.
Para la temporada siguiente entró a formar parte del recientemente constituido Buffalo Flash. Como subcampeonas de división accedieron a las eliminatorias de conferencia en donde fueron eliminadas en las semifinales por su anterior equipo, el F. C. Indiana, con un marcador de 3-0 con tantos de Fátima Leyva (2) y su compatriota Laura del Río, con la que coincidió varias veces en su carrera. Cabe destacar que su anterior club de Indiana era el único equipo profesional a tiempo completo de la liga. A la finalización de la temporada futbolística en el país la jugadora regresó a España para firmar por el Real Club Deportivo Español de la Primera División de España, por aquel entonces uno de los más fuertes del campeonato. La jugadora fue también determinante y el equipo logró ser subcampeón de liga, tras perder la final por un 2-1 global frente al Rayo Vallecano de Madrid, y campeón apenas un mes después de la Copa de la Reina al derrotar esta vez sí a las vallecanas por 3-1. Mery fue la autora del 2-0 provisional.
Tras su segunda estadía en España fichó por el Ženskij Futbol'nyj Klub Zvezda ruso. En sus dos temporadas en el equipo logró un campeonato de copa en 2012 al derrotar por 2-1 al Futbolʹnyĭ Klub Zorkij, equipo en el que militó las siguientes dos campañas y con los que logró un campeonato de liga en la edición 2012-13 y un subcampeonato en 2014. Fue con estos dos clubes con los que disputó la Liga de Campeones Femenina de la UEFA, máxima competición de clubes en Europa. Su debut se produjo el 22 de septiembre de 2010 en los dieciseisavos de final de 2010 frente al Apollon Ladies Football Club chipriota, partido en el que anotó un gol para la victoria de su equipo por 1-2. Finalmente fueron eliminadas en los cuartos de final por el Olympique Lyonnais, a la postre campeonas de aquella edición. Mery sumó un total de dos goles en seis partidos. No fue hasta dos ediciones después cuando volviera a disputar la Liga de Campeones, ya bajo disciplina del F. K. Zorkij. El mismo rival lionés y vigente campeón las eliminó en los octavos de final. En la siguiente edición volvieron a ser eliminadas en la misma fase a manos del Birmingham City Women Football Club, cerrando su cómputo global en Europa con un total de catorce partidos y cuatro goles en tres temporadas.
Finalizó su etapa en Rusia con un año en el Futbolʹnyĭ Klub Kubanochka, donde logró un subcampeonato de copa en 2015 al perder frente a sus excompañeras del Z. F. K. Zvezda por 1-0, y tras el cual retornó a España.
Fue la temporada 2016-17 la de su firma con el Club Deportivo TACON de Madrid, de reciente creación. El club, establecido un año antes, se estrenó en la Segunda División de España y finalizó en segundo puesto del grupo V, lo que le impidió disputar la fase de ascenso. Sí logró los campeonatos en las dos temporadas siguientes, y tras quedarse a las puertas del ascenso en 2018 lo logró finalmente el 19 de mayo de 2019 tras derrotar en unas reñidas eliminatorias al Zaragoza Club de Fútbol y al Santa Teresa Club Deportivo, dos clubes que venían de disputar la máxima categoría. Convertida en la capitana del equipo, no pudo sin embargo disputar los decisivos encuentros debido a una lesión.

## Clubes
| Club                           | País           | Año       |
| ------------------------------ | -------------- | --------- |
| Club Deportivo Lourdes         | España         | 2001-02   |
| C. F. F. Estudiantes de Huelva | España         | 2002-04   |
| Park University Pirates        | Estados Unidos | 2004-07   |
| → Sporting Club de Huelva      | España         | 2006      |
| Football Club Indiana          | Estados Unidos | 2007-08   |
| Buffalo Flash                  | Estados Unidos | 2009      |
| Real Club Deportivo Espanyol   | España         | 2009-2010 |
| Zvezda 2005 Perm               | Rusia          | 2010-2012 |
| Zorky Krasnogorsk              | Rusia          | 2012-2014 |
| Kubanochka Krasnodar           | Rusia          | 2014-2015 |
| Club Deportivo TACON           | España         | 2015-2019 |

 Actualizado al último partido disputado el 3 de abril de 2019.
| R. C. D. Español · España | 1.ª           | 2009-10       | ?  | ?  | 2      | 1      | -            | -            | 2  | 1  |
| R. C. D. Español · España | Total club    | Total club    | ?  | ?  | 2      | 1      | 0            | 0            | 2  | 1  |
| Z. F. K. Zvezda · Rusia | 1.ª           | 2010-11       | 9  | 1  | -      | -      | 6            | 2            | 15 | 3  |
| Z. F. K. Zvezda · Rusia | 1.ª           | 2011-12       | 16 | 7  | 3      | 4      | -            | -            | 19 | 11 |
| Z. F. K. Zvezda · Rusia | Total club    | Total club    | 25 | 8  | 3      | 4      | 6            | 2            | 34 | 14 |
| F. K. Zorkij · Rusia | 1.ª           | 2012-13       | 15 | 8  | (2013) | (2013) | 4            | 1            | 19 | 9  |
| F. K. Zorkij · Rusia | 1.ª           | 2013          | 14 | 4  | 1      | -      | (2014)       | (2014)       | 15 | 4  |
| F. K. Zorkij · Rusia | 1.ª           | 2014          | 17 | 7  | 1      | -      | 4            | 1            | 22 | 8  |
| F. K. Zorkij · Rusia | Total club    | Total club    | 46 | 19 | 2      | 0      | 8            | 2            | 56 | 21 |
| F. K. Kubanochka · Rusia | 1.ª           | 2015          | 19 | 1  | 3      | -      | -            | -            | 22 | 1  |
| F. K. Kubanochka · Rusia | Total club    | Total club    | 19 | 1  | 3      | 0      | 0            | 0            | 22 | 1  |
| C. D. TACON · España | 2.ª           | 2016-17       | ?  | ?  | -      | -      | Inaccesibles | Inaccesibles | ?  | ?  |
| C. D. TACON · España | 2.ª           | 2017-18       | ?  | ?  | -      | -      | Inaccesibles | Inaccesibles | ?  | ?  |
| C. D. TACON · España | 2.ª           | 2018-19       | ?  | ?  | -      | -      | Inaccesibles | Inaccesibles | ?  | ?  |
| C. D. TACON · España | 2.ª           | 2019-20       | -  | -  | -      | -      | -            | -            | 0  | 0  |
| C. D. TACON · España | Total club    | Total club    | ?  | ?  | 0      | 0      | 0            | 0            | ?  | ?  |
| Total carrera | Total carrera | Total carrera | ?  | ?  | ?      | ?      | ?            | ?            | ?  | ?  |
| (1) Incluye datos de Copa de Rusia (2010-15); Copa de la Reina, Supercopa de España (2016-Act.). En caso de categoría inferior se refiere a partidos de play-off. (2) Incluye datos de Liga de Campeones (2010-15). (3) No incluye datos de partidos amistosos. |               |               |    |    |        |        |              |              |    |    |

## Palmarés
- 1 Copa de España: 2009–10.
  - 1 subcampeonato de la Primera División de España: 2009–10.
- 1 Copa de Rusia: 2011–12.
  - 1 subcampeonato': 2015.
- 1 Primera División de Rusia: 2012–13.
  - 1 subcampeonato: 2014.
- 1 Copa de Estados Unidos: 2008.
- 3 Segunda División de España: 2005–06, 2017–18, 2018–19.
- 1 Segunda División de Estados Unidos: 2007.
  - 1 subcampeonato de la Segunda División de Estados Unidos: 2008.
  - Jugadora más valiosa de la final-four (WPSL de Estados Unidos): 2007.
  - Equipo idel de la final-four (WPSL de Estados Unidos): 2007.